# نیروهای مسلح سریلانکا
نیروهای مسلح سریلانکا (انگلیسی: Sri Lanka Armed Forces) مجموعه نیروهای نظامی سری‌لانکا است، که از ارتش سریلانکا، نیروی دریایی سریلانکا و نیروی هوایی سریلانکا تشکیل می‌شود.